# Hartmanice (kraj południowoczeski)
Hartmanice – wieś i gmina w Czechach, w powiecie Czeskie Budziejowice, w kraju południowoczeskim. Według danych z dnia 1 stycznia 2013 liczyła 162 mieszkańców.